# Марке, Адриен
Адриен Марке (фр. Adrien Marquet; 6 октября 1884, Бордо — 3 апреля 1955, Бордо) — французский политик и государственный деятель, неосоциалист, один из основателей партии PSdF. Мэр Бордо c середины 1920-х по середину 1940-х годов, министр труда в 1934 году. Активный коллаборационист во Второй мировой войне, министр внутренних дел первые два с половиной месяца режима Виши. После войны осуждён за коллаборационизм, но освобождён по амнистии. Вновь претендовал на пост мэра Бордо.

## Происхождение, работа, служба
При рождении был определён как незаконорожденный — «отец и мать неизвестны». Однако менее чем через год бордоский дантист Франсуа Марке признал его сыном и оформил брак с матерью Адриена — своей ассистенткой Амели Лагаль, родом из вогезских крестьян. С 1899 Франсуа Марке попал в психиатрическую больницу, где и умер десять лет спустя. Ещё через десять лет умерла Амели Лагаль. По некоторым данным, Адриен Марке стеснялся своего происхождения, называл в анкетах отцом бельгийского предпринимателя.
Окончил школу в Бордо. В 1903 получил диплом стоматолога. Зарабатывал частной практикой как дантист и челюстно-лицевой хирург. В 1907—1908 служил в пехотном полку. Вновь был мобилизован в 1914, участвовал в боевых действиях до конца Первой мировой войны.

## Социалистический активист
С подросткового возраста отличался гражданской и политической активностью. Придерживался крайне левых взглядов, примыкал к анархистам, за это исключался из школы. В 1903 вступил во Французскую социалистическую партию Жана Жореса.
В 1905 Адриен Марке участвовал в учредительном съезде СФИО (был делегатом от Жиронды, наряду с Марселем Кашеном). Позиционировался как революционный социалист. Находился под наблюдением полиции за участие в уличных беспорядках. С 1909 по 1914 Адриен Марке возглавлял организацию СФИО в Жиронде. В 1912 избран в муниципалитет Бордо. Вернувшись с войны, вновь возглавил социалистов Бордо. В 1924 — главный специалист по юридическим вопросам избирательного блока Картель левых.
Адриен Марке приобрёл репутацию деловитого, амбициозного и по-своему харизматичного политика. Оппоненты саркастически сравнивали его с Робеспьером — по признакам безапелляционной убеждённости в своей правоте. Также для Марке был характерен подчёркнуто «джентльменский» имидж. Многое в его политическом стиле вызывало критику, но постепенно он приобрёл широкую популярность в Бордо. На выборах 1924 Марке был избран по списку Картеля левых в палату депутатов Третьей республики (одержал победу над таким влиятельным политиком, как Жорж Мандель). Был переизбран в 1928, в 1932, в 1936.

## Мэр Бордо
На муниципальных выборах 1925 в Бордо победил Картель левых. 17 мая 1925 года новый состав муниципалитета почти единогласно избрал Адриена Марке мэром четвёртого по величине города Франции. Победа радикального социалиста Марке над крупным коммерсантом правоцентристом Фернаном Филиппаром, деятелем Национального блока, воспринималась как показательный сдвиг влево общественных настроений.
Адриен Марке оставался во главе Бордо почти два десятилетия, до августа 1944 года. Он активно развивал городскую промышленность, строительный сектор и социальную сферу. В значительной степени Марке продолжал солидаристский курс Филиппара, но в больших масштабах и более системно. Филиппар развивал структуры социального страхования и общественной взаимоподдержки; Марке сделал главную ставку на крупномасштабные общественные работы.
С 1930 в Бордо был введён в действие Plan Marquet — «План Марке»: программа архитектурно-градостроительных преобразований и общественных работ. Итогом стало построение новых общественных зданий и сооружений (в том числе стадиона «Лескюр», ныне стадион «Шабан-Дельмас») при активной перепланировке и использовании инновационных технологий. Интенсивно оборудовалась городская инфраструктура. Были созданы новые городские системы уличного освещения и канализации.
Городская политика Марке обеспечила ему массовую поддержку жителей Бордо. Вокруг мэра консолидировался политический актив, обеспечивший ресурс влияния на обещнациональную политику.

## Неосоциалист и министр
Первоначально Адриен Марке стоял в СФИО на позициях ортодоксального марксизма. Однако со второй половины 1920-х он всё более ориентировался на правое крыло Пьера Реноделя, реформизм и антикоммунизм. В начале 1930-х Адриен Марке примкнул в СФИО к группе неосоциалистов — последователей Анри де Мана. Лидером этого течения во Франции был Марсель Деа.
Выступая с позиций антикапитализма и антикоммунизма, неосоциалисты призывали «опередить фашизм». Они предлагали усиление государственной власти через расширение президентских и правительственных полномочий, формирование корпоративной системы по типу фашистской Италии. Выражались откровенные симпатии к Бенито Муссолини (но не к Адольфу Гитлеру). В качестве социальной опоры рассматривались инициативные средние слои.
Именно Адриен Марке считался среди неосоциалистов самым радикальным и идеологически последовательным. В его речи на съезде СФИО в июле 1933 прозвучала формула L’ordre, l’autorité, la nation («Порядок, авторитет, нация»). Лидер СФИО Леон Блюм признал, что эта речь «ужаснула» его.

По какой причине мы должны быть с ними, если мы антимарксисты, антиблюмисты, антикоммунисты?

Адриен Марке

Вместе с Марселем Деа, Бартелеми Монтаньоном, Пьером Реноделем и группой других неосоциалистов Адриен Марке был исключён из СФИО. Они основали Социалистическую партию Франции — Союз Жана Жореса (PSdF). В 1935 Марке не согласился с решением Деа включить PSdF в Социалистический республиканский союз (USR) и основал собственную Неосоциалистическую партию.
После февральского кризиса 1934 года — парижские уличные беспорядки 6 февраля 1934 — Адриен Марке занял пост министра труда в антикризисном кабинете Гастона Думерга. Основанный на общественных работах «План Марке» был принят к исполнению на общенациональном уровне и продолжал реализовываться после выхода Марке из правительства. Эта политика, сходная с американским новым курсом Франклина Рузвельта, способствовала подъёму производства и сокращению безработицы.
На парламентских выборах 1936 USR примкнул Народному фронту. Несмотря на особенности политической позиции, Марке пользовался в левых кругах высоким авторитетом как компетентный управленец и рассматривался как постоянный кандидат на государственные посты.
Во второй половине 1930-х Адриен Марке продолжал управлять Бордо. В то же время он активно действовал в качестве национального неосоциалистического политика. Его организаторский потенциал способствовал созданию в Бордо и Жиронде самой сильной организации PSdF, с техническими подразделениями и военизированными формированиями. Общеполитические же позиции Марке всё более совпадали с фашизмом. Марке поддержал Мюнхенское соглашение, выступал за нейтралитет Франции, фактически за альянс с нацистской Германией.

## Основатель коллаборационизма
После поражения Франции от войск Третьего рейха, 23 июня 1940 маршал Петэн по рекомендации Пьера Лаваля назначил Адриена Марке государственным министром. Через несколько дней Марке возглавил министерство внутренних дел в правительстве Виши. Именно Марке первым озвучил термин collaboration — сотрудничество — применительно к немецким оккупантам. Тогда же он высказал своё позитивное отношение к национал-социализму — за антипарламентаризм, антисемитизм, антимасонство, антиклерикализм и антикапитализм. В построении нового порядка Марке призывал опереться на «народные и национальные элементы, которые в настоящее время превратились в силы хаоса — обманутые рабочие массы, задушенный средний класс, заброшенный сельский мир».

Мы находимся на руинах капитализма, либерализма, парламентаризма… Необходимо примирить немецкие и французские позиции, от этого сотрудничества зависит возвращение к нормальной жизни.

Адриен Марке

Министерскую должность Марке занимал недолго, оставив её уже осенью 1940. Но он сохранил пост мэра Бордо. Проводил при немецких оккупантах лояльную коллаборационистскую политику. Участвовал в создании Национально-народного объединения Марселя Деа, поддерживал пронацистскую Французскую народную партию Жака Дорио. Высказывался в поддержку гитлеровского нового порядка.
В Бордо осуществлялись репрессии против Сопротивления, депортировались евреи, расстреливались заложники. Однако сам Марке к этим действиям не имел прямого отношения. Отмечались даже его попытки (как правило, безуспешные) смягчить удары нацистских репрессий. В августе 1944 года Марке сумел договориться с командирами вермахта об оставлении Бордо без разрушений. Многие горожане зачли это мэру в качестве крупной заслуги.

## Заключение, возвращение, смерть
29 августа 1944 Адриен Марке был арестован и помещён в тюрьму. 11 декабря 1947 он предстал перед судом. Свои коллаборационистские действия Марке обосновывал интересами Бордо, в своё оправдание приводил сохранение города. 28 января 1948 приговорён к 10 годам тюремного заключения. Отбывал заключение в одной из парижских тюрем.
Освободился Марке по амнистии 14 октября 1953 и вернулся в Бордо. Через месяц он впервые женился. Марке сохранял определённую популярность в своём городе, организовал группу сторонников и намеревался вновь добиваться поста мэра Бордо. Он явно имел шансы на избрание, и это беспокоило мэра Жака Шабан-Дельмаса — активного участника Сопротивления, близкого соратника генерала де Голля.
2 апреля 1955 Адриен Марке участвовал в бурном предвыборном митинге. Активисты голлистской партии Объединение французского народа, сторонники Шабан-Дельмаса предъявили ему жёсткие претензии в довольно грубой форме. На следующий день Марке скончался от сердечного приступа. Церемония похорон собрала тысячи участников.

## Память
Адриен Марке был видным коллаборационистом, и отношение к нему определяется прежде всего этим. Но восприятие Марке, особенно в его родном городе, имеет заметные особенности. В основном это связано с его позитивной ролью в развитии Бордо и с эффективностью его политики на посту министра труда Франции в 1934 году. (Следует также учитывать традиционную социально-политическую специфику Бордо и Гиени в целом, которая ещё в середине XVII века являлась опорой радикального крыла движения Фронда.)
Официальные упоминания о Марке очень редки, его фигура считается «табуированной». Но это имя значится в перечне глав Бордо на мемориальной доске возле Дворца Рогана — резиденции мэра. В муниципалитете установлен бюст. На основе сохранённого вдовой архива написан биографический очерк, снят документальный фильм.

## Идеи
Политический образ Адриена Марке связан с принципом порядка, управляемости, диктатуры. Он относится к нередкому для французской политики тех времён типу левого радикала, коммуниста или социалиста, пришедшего к фашизму и служившего нацистской оккупации (подобно Деа, Дорио, Мариону). 
Исследователи биографии Марке полагают, что фанатичная тяга к порядку возникла у него от беспорядочных обстоятельств собственной юности, хаотичных семейных воспоминаний. Переломным моментом считается 1933 год, когда Марке совершил «карьерную ошибку» — если бы не связался с неосоциалистами, наверняка занял бы крупный пост в правительстве Народного фронта.
Рассуждения Адриена Марке 1940 года о «силах хаоса», способных созидать «национальный народный порядок», с тревогой вспоминаются в современной Франции: «Это мы видим сегодня. Популизм на пороге. Антипарламентский, антисемитский, антимасонский, антикапиталистический, антиклерикальный… теперь ещё ксенофобский. Всё так. Республика в опасности».